# Langue des signes française
Pour les articles homonymes, voir LSF.
Ne doit pas être confondu avec Langue des signes de Belgique francophone.
La langue des signes française (LSF) est la langue des signes utilisée par une partie des sourds et leurs proches en France. La LSF est une langue à part entière et est l'un des piliers de l'identité sourde de la culture sourde.
La LSF est pratiquée par 103 405 personnes dans le monde dont environ 100 000 en France en 2019.

## Histoire
Pendant longtemps, les sourds (personnes atteintes de surdité), isolés, n'ont pu enrichir leurs langues en signes nouveaux et ont dû se contenter d'une gestuelle simpliste ; de ce fait, ne disposant pas d'une langue élaborée, ils passaient parfois pour simples d'esprit. C'est dans les familles de sourds qu'ont pu s'élaborer les premiers fondements de la LSF, et c'est en se regroupant que les sourds ont pu enrichir leur langue.
L'histoire des sourds et de la communauté sourde prend ses racines dès l'existence de personnes sourdes, soit certainement depuis le début de l'humanité. Selon Platon et Aristote, la surdicécité ne permettait pas l'accès au langage (vocal), et donc ne permettait pas l'accès à la raison. Par la suite se développa une hiérarchie des sens. Parmi eux, l’audition était vue comme la porte de la vie éternelle, tandis que la surdité renvoyait à la mort de l’âme.
Pourtant, dès les IVe et Ve siècles, Saint Jérôme et Saint Augustin avaient reconnu l’existence d’une gestualité chez les sourds. Ils l'élevèrent même au statut de langue à part entière, permettant de les mener à la foi. Il faudra attendre le début de la Renaissance pour que surdité et mutisme soient différenciés physiologiquement, grâce à la dissection de cadavres[réf. nécessaire].

### L'abbé de L'Épée et successeurs
L'abbé Charles-Michel de L'Épée est, en 1760, le premier entendant connu à s'intéresser aux modes de communication des « sourds-muets » en observant un couple de jumelles sourdes dialoguer par gestes ; il découvre l'existence d'une langue des signes. Il décide alors de regrouper une trentaine d'enfants sourds pour les instruire. Il organise son enseignement de façon collective alors que, jusque-là, l'éducation d'un enfant sourd était individuelle et dispensée par un précepteur, puisque centrée sur l'apprentissage de la parole. Il apprend lui-même la langue des signes grâce à ses élèves et démontre les progrès obtenus jusque devant la Cour de France. C'est ainsi qu'il peut ouvrir une véritable école pour sourds qui deviendra l'Institut national des jeunes sourds, aujourd'hui situé rue Saint-Jacques, à Paris.
À la mort de l'abbé de l'Épée en 1789, l'abbé Sicard lui succède et tente d'imposer un langage gestuel conventionné et agrémenté d'une grammaire de « signes méthodiques » qui sera abandonné par la suite.
Alors que la langue des signes française rayonnait, elle était au seuil de son déclin. Selon Yann Cantin, « jusqu'en 1880, la langue des signes est perçue comme le moyen le plus aisé pour les Sourds d'apprendre la langue française et ses nuances, au travers de l'écrit. La maîtrise accrue du français écrit représente donc l'émancipation sociale du Sourd tout en respectant sa double spécificité, culturelle et physique ».

### Congrès de Milan de 1880 et interdiction de la langue des signes en classe
Cependant, les oralistes considèrent que les sourds doivent apprendre à parler pour s'intégrer dans la société. Le congrès de Milan en 1880 — où l'immense majorité des participants est entendante — décrète l'abandon de la langue des signes dans l'enseignement. Trois raisons sont invoquées : la LSF ne serait pas une vraie langue, la parole aurait été donnée par Dieu comme moyen de communication, et les signes empêcheraient les sourds de bien respirer, ce qui favoriserait la tuberculose. Cette interdiction dure près de cent ans, pendant lesquels les professeurs sont entendants et utilisent exclusivement la méthode oraliste. Cependant, malgré l'interdiction d'utiliser les signes en classe, la LSF ne disparaît pas, les sourds se la transmettant de génération en génération, la plupart du temps pendant la récréation.
Dans cette époque, il faut surtout mentionner Ferdinand Berthier (1803-1886) : « Militant culturel de la LSF », comme il aimait lui-même à se caractériser. Cet infatigable militant fut longtemps méconnu.

### Du milieu duXXesiècleà aujourd'hui
En 1960 aux États-Unis, William Stokoe, le premier chercheur à s'intéresser à la langue des signes comme objet scientifique, dans le désir de rédiger un dictionnaire de la langue des signes américaine, porte une réflexion plus approfondie sur la langue des signes en elle-même. Mai 68 a joué un rôle pour la communauté sourde en ce qui concernait les revendications autour de la reconnaissance et le droit à la différence. Les années 1970 marquent le début du « réveil sourd », le début d'une prise de conscience en tant que communauté : en 1971 un congrès mondial de la Fédération des sourds se tient à Paris ; en 1973 se crée l'UNISDA (Union Nationale pour l'Intégration Sociale des Déficients Auditifs), institution grâce à laquelle naît en 1975 en France, un journal télévisé où l'on peut voir comment se développe la culture sourde américaine. En 1975, des sourds français assistent au congrès de la Fédération Nationale des Sourds à Washington aux États-Unis, où ils peuvent constater que la langue des signes américaine (ASL) est un droit, qu'il y a un développement d'une culture sourde, ainsi que des interprètes. En 1976 le premier observatoire linguistique de la langue des signes s'ouvre à Washington, avec notamment le sociologue Bernard Mottez mais aussi Harry Markowicz. Un an plus tard l'Institut Visual Theater ouvre ses portes à Paris. En 1992, un film documentaire de Nicolas Philibert sort : Le Pays des sourds, un film qui montre l'omniprésence de l'oralisme forcé dans la vie d'un sourd, et dans la communauté sourde.
Au-delà du handicap, une distinction se fait donc : « Se pose la question de la pertinence de faire la distinction entre une personne sourde, porteuse d'un handicap, et un Sourd, avec le «s» majuscule pour désigner la personne membre d'une communauté, ou qui fait partie d'un groupement de personnes qui utilisent la langue des signes. »
En 1991, la loi Fabius favorise le choix d'une éducation bilingue pour les sourds, la LSF et le français écrit/oral, marquant ainsi la fin de l'interdiction de la LSF en cours depuis le congrès de Milan. La Loi no 2005-102 du 11 février 2005 reconnaît la LSF comme « langue à part entière ». Aujourd'hui, des instituts — certains privés — ou des associations ont de nouveau intégré la LSF dans leur enseignement. Les professeurs sourds n'ont pas de statut officiel dans l'Éducation nationale : les professeurs entendants signent, aidés par des éducateurs sourds.
La LSF est depuis 2008 devenue une option au baccalauréat.

### Glottophobie envers la langue
La langue des signes française, née au XVIIIe siècle, a donc, comme toutes les langues autres que le français standard, été combattue et même explicitement interdite en France à partir de 1880, surtout à l'école. La LSF n'a été autorisée à l'école qu'à partir de 1991 mais n'était toujours pas considérée comme une langue (en fait elle était perçue par les autorités comme une sorte de « patois gestuel » de substitution). Il a fallu attendre 2005 pour qu'une loi lui reconnaisse en France le statut de « langue » mais avec aucun autre attribut juridique.

## Reconnaissance légale
En France, le décret de la loi no 2005-102 du 11 février 2005 reconnaît la langue des signes française comme « langue à part entière » dans le code de l'éducation: « Art. L. 312-9-1: La langue des signes française est reconnue comme une langue à part entière. Tout élève concerné doit pouvoir recevoir un enseignement de la langue des signes française. Le Conseil supérieur de l'éducation veille à favoriser son enseignement. Il est tenu régulièrement informé des conditions de son évaluation. Elle peut être choisie comme épreuve optionnelle aux examens et concours, y compris ceux de la formation professionnelle. Sa diffusion dans l'administration est facilitée. »

## Linguistique

### Alphabet dactylologique français
L'alphabet dactylologique ou alphabet manuel est la façon de transcrire l'alphabet latin en signes. Il est utilisé pour épeler les noms propres ou les mots n'existant pas encore en LSF. La dactylologie de la LSF se fait d'une seule main, alors que les langues de la famille de la langue des signes britannique se pratiquent avec les deux mains.

Alphabet dactylologique français pour la main gauche
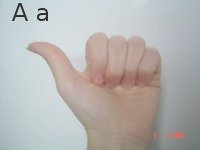
La lettre A
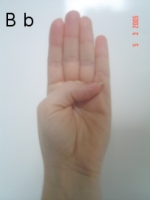
La lettre B
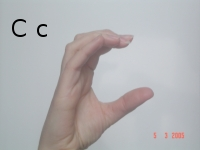
La lettre C
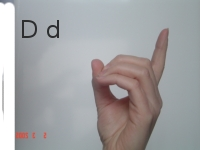
La lettre D
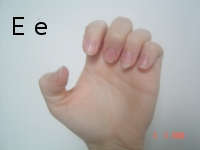
La lettre E
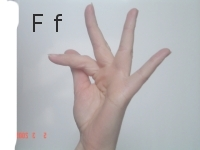
La lettre F
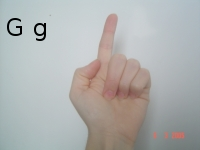
La lettre G
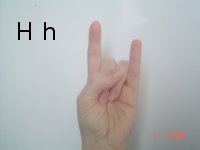
La lettre H
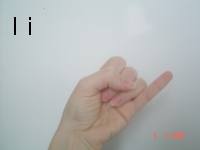
La lettre I
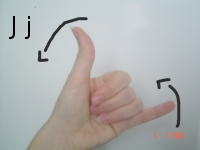
La lettre J
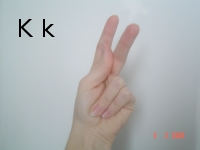
La lettre K
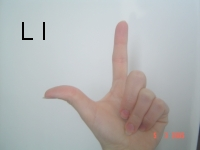
La lettre L
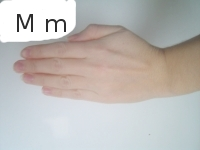
La lettre M
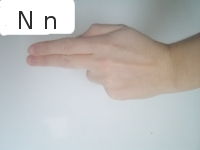
La lettre N
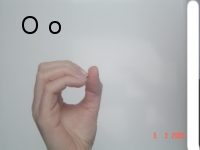
La lettre O
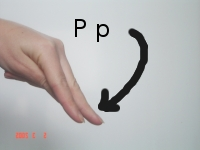
La lettre P
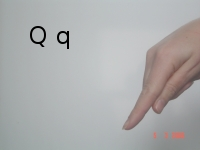
La lettre Q
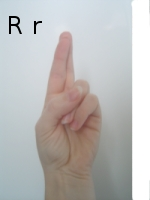
La lettre R
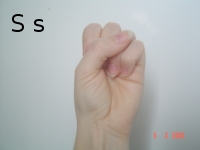
La lettre S
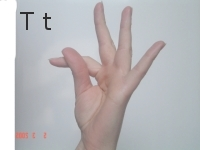
La lettre T
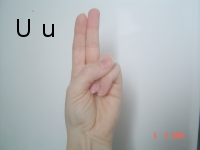
La lettre U
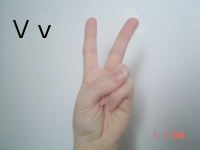
La lettre V
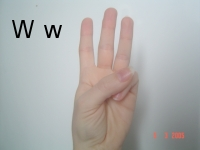
La lettre W
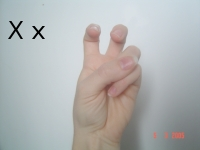
La lettre X
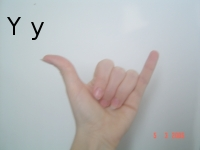
La lettre Y
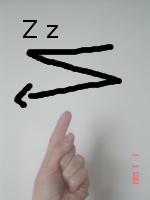
La lettre Z

### Grammaire
La grammaire de la LSF est « en 3D », c'est-à-dire qu'il est possible d'exprimer plusieurs idées simultanément, ce qui la différencie de la grammaire française linéaire. Par exemple, le francophone va dire : « Hier je me suis super bien amusé à la fête… » en mettant les mots dans cet ordre, tandis que le signeur va signer sur la ligne du temps que c'était « hier », signer le mot « la fête » et qu'il s'est « super bien amusé » en utilisant les intensifs du visage et des gestes.
La langue des signes française a une grammaire différente du « français en signes » (la syntaxe est différente et elle utilise des signes pour les mots).

#### Clefs de la grammaire LSF
(août 2022).
- Expressions du visage pour indiquer le sens de la phrase. Par exemple, pour poser une question totale (qui sollicite une réponse par « oui » ou « non »), le locuteur aura les sourcils froncés pendant sa phrase. En revanche, une question ouverte comme « Où vas-tu en vacances ? » sera posée avec un haussement des sourcils, également utilisé pour les intensifs par exemple « très » ou « beaucoup »…
- La ligne du temps : il n'existe pas de conjugaison en LSF, il suffit au signeur de situer l'action sur la ligne du temps (perpendiculaire à lui : derrière son épaule le passé, au niveau de son corps le présent et devant lui le futur).
- Transferts : des gestes pronominaux montrant le rôle ou la forme du référent. Pour faire référence à un homme, le locuteur utilisera son index vers le haut, mais pour parler d'une voiture, il utilisera la main à plat. Notez que les noms pour homme et voiture sont différents des pronoms décrits. Les verbes de mouvement peuvent également être signés pour indiquer la direction : « La voiture tourne à gauche » sera le classificateur de « voiture » tournant à gauche. Autre exemple‚ « Un homme monte l'escalier » se fera par deux doigts imitant les jambes montant un escalier, dans un mouvement pouvant être différent selon qu'il s'agit d'un escalier classique ou en colimaçon…
- Pour raconter quelque chose et parler de personnes absentes le signeur définit sa place et celle des autres dans l'espace, à la manière d'une mise en scène théâtrale, il est ainsi plus facile de comprendre et de suivre visuellement de qui il s'agit et quels sont les rapports entre les personnages.
- Les verbes uni et pluri-directionnels : 
  - Les verbes pluri-directionnels. Pour signer « Je te téléphone », le locuteur fera le signe « téléphone » de lui vers son interlocuteur. En revanche, « Tu me téléphones » se fera en signant « téléphone » de l'interlocuteur vers le locuteur.
  - Les verbes unidirectionnels : qu'on utilise le « je », le « tu » ou le « il » le verbe aura la même forme comme les verbes « aller », « manger ».

La syntaxe de la LSF est un sujet de recherche. Elle est parfois enseignée comme une langue d'ordre libre ou une langue OSV (objet sujet verbe), mais certains chercheurs pensent que les choses sont un peu plus subtiles. (On peut se référer notamment aux travaux de Christian Cuxac, enseignant-chercheur à Paris VIII.)
L'ordre des mots est le suivant : tout d'abord le temps, puis le lieu, ensuite le sujet et enfin l'action, ce qui est logique puisque la pensée visuelle des sourds entraîne une mise en scène systématique de ce qui se dit : le décor est tout d'abord planté, les acteurs entrent ensuite en scène et l'action peut enfin débuter…

### Vocabulaire et genèse des signes

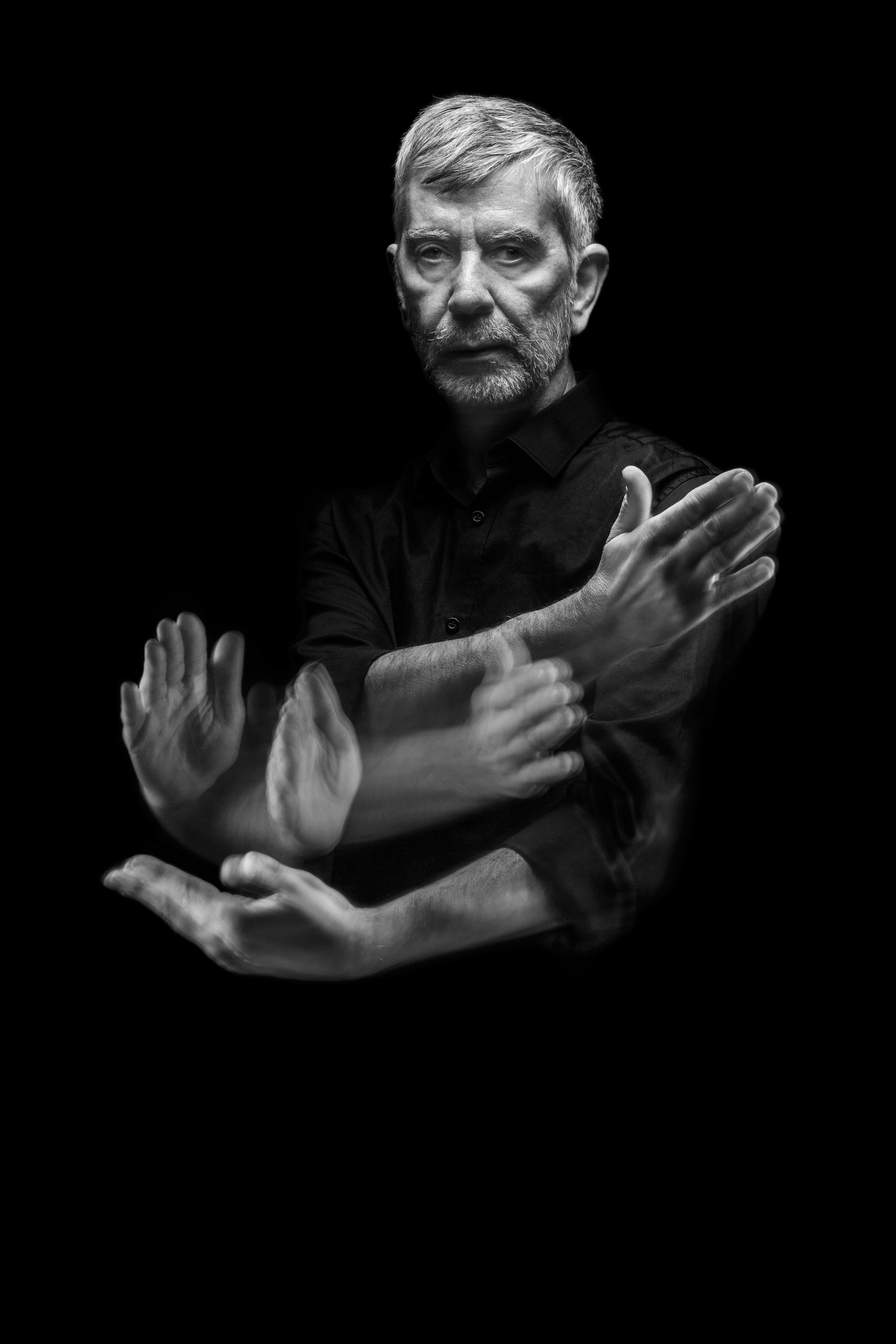
Le mot « poème » exprimé en signes par Levent Beskardes pour la série photographique « Les mots du silence » de Jennifer Lescouët

Le lexique des signes est toujours en perpétuel mouvement et s'enrichit encore aujourd'hui. En effet, au fur et à mesure que le monde des sourds découvre et accède à des milieux spécialisés (milieu étudiant ou professionnel), le besoin de créer de nouveaux signes se fait davantage sentir.
- des signes venus du mime (dits iconiques) : beaucoup de signes peuvent être faciles à retenir même pour un entendant car ils font partie du mime pour des actions (« manger », « dormir », « parler »…), des objets (« pomme de terre », « poupée »…), des lieux ou paysages (« école », « maison », « montagne »…), des animaux (« vache », « escargot », « éléphant »).

Ce sont ces signes culturels que sourds et entendants ont en commun dans leur imaginaire collectif qui sont la base de la communication entre eux ; ces signes créent souvent une complicité et un sens de l'humour commun. Tout cela fait des échanges entre sourds et entendants un moment agréable, voire une découverte, pour les entendants, d'un univers poétique qui allie visuel et pensée.
- des signes arbitraires : l'alphabet dactylologique est un des meilleurs exemples de signes arbitraires (bien que certains signes aient des ressemblances de formes avec la graphie de la lettre) créés afin de faire lire les mots français aux sourds. Il permet aux sourds d'épeler des mots à des entendants qui ne connaissent pas le signe correspondant, mais le plus souvent c'est pour épeler leur nom ou celui d'une ville dont le signe n'est pas encore connu. Il s'agit là d'un pont non négligeable entre les deux langues.
- des signes influencés par la langue française : en côtoyant le monde des entendants la LSF a aussi intégré des signes directement en relation avec le français et souvent les premières lettres des mots sont associées à des mouvements plus ou moins arbitraires, par exemple le « v » de « vert », « vrai » ou « vacances », le « r » de « rêve » ou de « raison », le « s » de « sœur » ou le « f » de « frère »…
- des signes sans cesse inventés : ceux par exemple pour nommer quelqu'un (orthosignes) : c'est la première chose que font les sourds lorsqu'une personne nouvelle arrive et qu'elle n'a pas de signe, ils en trouvent un en fonction du physique ou du caractère de la personne…

## Français en signes
Le français en signes est l'utilisation de signes de la LSF ordonnés selon la syntaxe linéaire de la langue française. Ce compromis naît de la nécessité de communiquer ; il est utilisé par des entendants de langue maternelle française qui ont d'ailleurs parfois une bonne connaissance des signes mais ne maîtrisent pas la syntaxe de la LSF.
Par exemple, en LSF, la phrase « J'aime cette voiture » sera exprimée « voiture cette aimer ». Dans le français en signes, le locuteur utilisera l'ordre « aimer cette voiture ».
Dans l'enseignement aux jeunes sourds, le problème qui se pose est que leurs enseignants sont souvent des entendants et qu'ils n'utilisent pas naturellement la syntaxe de la LSF, mais plutôt naturellement celle du français en signes, ainsi les jeunes sourds n'ayant pas de parents sourds calquent leur façon de signer sur leurs enseignants entendants[réf. nécessaire] (d'où la nécessité d'avoir des enseignants sourds pour la LSF).

### Formation en langue des signes française
La langue des signes peut être apprise par n'importe qui par le biais de formations. Sur 300 000 personnes sourdes vivant en France, il y en a environ 100 000 qui maîtrisent ce langage visuel et gestuel.
Les ouvrages consacrés à la langue des signes ne manquent pas sur les étals des librairies, comme les vidéos dédiées à l'apprentissage de cette langue du corps. Toutefois, lorsqu'on aspire à pouvoir communiquer efficacement dans cette langue, il est largement recommandé de suivre une formation professionnelle. On distingue entre autres des cours de niveau débutant et des sessions de type remise à niveau, ces dernières étant destinées aux personnes qui possèdent déjà un certain nombre de notions. Ce sont également des stages intensifs LSF au cours desquels les apprenants se familiarisent notamment avec l'alphabet dactylographique et la pratique de la lecture labiale.
Différents types de formation existent, en continue ou à distance (e-learning). Ce sont des exercices de mise en situation, et le travail l'expression du visage.

## Autres langues des signes
Il n'y a pas de langue des signes universelle. Elle est cependant en formation par les associations de langue des signes mondiales,.
Entre les différentes langues en signes, la grammaire présente des similarités qui les distinguent des langues parlées, mais le vocabulaire diffère grandement. Il existe par exemple la langue des signes américaine (ASL), la langue des signes britannique (BSL), la langue des signes belge (langue des signes de Belgique francophone, LSFB), la langue des signes québécoise (LSQ), etc. La langue des signes néo-zélandaise et la langue des signes de Papouasie Nouvelle Guinée sont référencées comme "langues officielles" nationales.
L'ASL est proche de la LSF, avec une similarité lexicale de 43 % sur une liste-type de 872 mots. Ceci est dû à l'influence de Laurent Clerc sur Thomas Hopkins Gallaudet, le fondateur aux États-Unis de la première école pour les enfants sourds en Amérique et dont le fils Edward-Miner Gallaudet fonda ensuite à Washington l'université Gallaudet qui devint la seule université enseignant en signes.
La LSF a au moins un dialecte connu, la « langue des signes de Marseille », qui compte environ un millier de locuteurs entre Marseille, Toulon, La Ciotat et Salon-de-Provence,. Elle est également pratiquée au Togo, notamment dans l'enseignement de la seule école togolaise utilisant les signes. D'autres dialectes de la LSF, tels que ceux de Metz et de Nancy, sont sous-documentés. La « langue des signes de Lyon », peu intelligible à partir de la LSF, pourrait ne pas en être un dialecte.

## Utilisation dans la vie quotidienne
Certaines institutions pratiquent la langue des signes française comme le musée de Grenoble qui propose des visites guidées de ses collections permanentes ou temporaires.

#### Ouvrages de référence
- Monica Companys, Moi Sourd et toi?, ABC…LSF, LSF, Mode d'emploi, Prêt à Signer, Planète des Sourds, Parler en Signes, Dis le avec tes mains, Ah bon !, La LSF en 15 étapes, Dictionnaire 1 200 signes…, éditions Monica Companys
- Christian Cuxac, Présentation, Acquisition et interaction en langue étrangère [En ligne], Les Langues des signes : une perspective sémiogénétique, mis en ligne le 14 décembre 2005
- Bill Moody, La langue des signes (Tome 1), IVT Éditions (Histoire et syntaxe de la LSF)
- Bill Moody, La langue de signes (Tome 2 et Tome 3)c, IVT Éditions (Dictionnaire de la LSF, classé par thèmes)
- Benoît Virole Psychologie de la surdité Deboeck Université, deuxième édition, 2000.
- Joël Chalude et Yves Delaporte, Gros signes : dans toutes les langues, il y a des gros mots. Dans les langues signées, il y a des gros signes !, trophée d'Autonomic Art 2006, catégorie Dessins, éditions du Fox (association 2-AS).
- Yves Delaporte, Dictionnaire étymologique et historique de la langue des signes, origine et évolution de 1 200 signes : ce dictionnaire étymologique, le premier au monde consacré à une langue gestuelle, part à la recherche de la genèse des signes et retrace toutes les étapes de leur évolution, publié avec le soutien du Centre national du livre, Éditions du Fox (association 2-love).
- André Meynard, Surdité, l'urgence d'un autre regard. Pour un véritable accueil des enfants Sourds, Erès, 2008  (ISBN 978-2-7492-0974-6).

#### Autobiographies, histoire des sourds
- Emmanuelle Laborit, Le Cri de la mouette.
- Helen Keller, Sourde, muette, aveugle, PBP
- Harlan Lane, Quand l'esprit entend, collection Opus, Odile Jacob
- Oliver Sacks, Des yeux pour entendre, Seuil (découverte de la communication par les signes vue par un neurologue)
- Armand Pelletier et Yves Delaporte, Moi, Armand, né sourd et muet…, coll. « Terre humaine », Plon (autobiographie d'un sourd et muet et analyse d'un ethnologue)
- Marcel Debureaux, Hier, aujourd'hui, demain, auteur sourd, Langue des Signes Éditions Publications.